# Comuna Grivița, Galați
Grivița (până în 1931, Călmățui) este o comună în județul Galați, Moldova, România, formată din satele Călmățui și Grivița (reședința). Se află în Câmpia Covurlui; lângă Călmățui; și la o altitudine de 71 m deasupra nivelului mării. Are o suprafață de 39,45 km². Populația este de 3.293 locuitori, determinată în 1 decembrie 2021, prin recensământ, chestionar.
Localitatea Grivița este situată în Câmpia Înaltă a Covurluiului, aproximativ în parte S-V a Galațiului, la o altitudine medie de aproximativ 70m. Localitatea Grivița este reședința comunei cu același nume iar Călmățui este sat component, din punct de vedere administrativ comuna se învecinează cu următoarele comune: Cudalbi, Liești, Pechea, Costache Negri, Ivești și Umbrărești.
Așezată pe valea Călmățuiului, la 10 km est de Ivești, comuna Grivița se întinde pe o suprafață de 3 km pătrați învecinându-se la est cu comuna Costache Negri iar la nord cu comuna Cudalbi. Pământurile întregii comune Grivița se află între Valea Gerului la răsărit și Valea Herătăului la apus, moșia Liești la sud și pământurile Cudalbilor la nord. 
În cadrul comunei Grivița intră satul Călmățui situat la 3 km nord de Grivița. Forma de așezare a Griviței este aceea a satelor noi cu trei ulițe principale: valea, dealul de răsărit și dealul de apus, legate prin 16 ulițe paralele.(Anexa1)
În parte de nord a satului, înainte de secularizarea moșiei Flondoroaia, trecea drumul mare care facea legătura între Galați și Focșani, drum ce trecea prin Pechea, Costache Negri, Grivița, Valea Herătăului, Tecuci, Focșani.
Așezată pe valea Călmățuiului la 10 km est de târgul Ivești, comuna Grivița se întinde pe o suprafață de 3 km pătrați, învecinându – se la est cu comuna Costache Negri și la nord cu comuna Cudalbi. 
Pământurile întregii comune Grivița, se află între valea Gerului la est, valea Herătăului la vest, moșia Liești la sud și cu pământurile Cudalbilor la nord. În cadrul comunei Grivița intră satul Călmățui situat la 3 km sud de Grivița. Forma de așezare a Griviței este aceea a satelor noi cu trei ulițe principale: valea, dealul de răsărit, dealul de apus legate prin 16 ulițe drepte și paralele. În partea de nord a satului înainte de secularizarea moșiei Flondoroaia trecea drumul mare care făcea legătura dintre – , drum care trecea prin Pechea – Costache Negri – Grivița – Valea Herătăului – Valea Lupelor – Tecuci – . În partea de nord a satului exista pe atunci un han numit ,,Hanul lui Vasile Rotaru. La acest han poposeau carele cu cereale și mărfuri care plecau de la  la Tecuci. Totodată acest han era și local de petrecere pentru călugării de la Mănăstirea lui Flondor.
Numele comunei Grivița datează din 1877 în amintirea eroicilor lupte pentru independența țării de la reduta Grivița contra imperiului otoman alături de armatele rusești. Originea satului datează însă dintr – o perioadă mai veche. În urma unirii Principatelor sub domnia lui Alexandru Ioan Cuza (24 ianuarie 1859), care a dat legea secularizării averilor mănăstirești, aflăm că moșia din jurul satului aparținea unor călugări greci, donată de boierul Flondor. Aici a ctitorit o mănăstire ce – i purta numele și care se afla în valea Brehoaiei, vale ce dă în valea Gerului și se află la circa 5 km sud est de Grivița. Călugării care veneau la această mănăstire îi spuneau Flondoroaia de unde s – a tras și vechea denumire a satului. Această denumire a fost dată și de răzeșii lui Ștefan cel Mare din satul Cudalbi. O parte din locuitorii vechiului sat Flondoroaia erau proveniți și din țăranii fugiți din Puțeni, crunt exploatați de către proprietarul Moruzii și brutalizați de către vătafii acestuia. Prin legea secularizării averilor mănăstirești sub domnia lui Alexandru Ioan Cuza, o parte din pământul Mănăstirii Flondor a fost dată țăranilor de aici și anume celor din actualul sat Călmățui. Împroprietărirea vetrelor de sat în satul Grivița începe de la punctul Rotaru pe firul văii spre mal până la locul numit Ganea unde pe acest loc se afla ,,Crâșma lui Ganea“, astăzi magazinul Universal al cooperativei de consum din centrul satului. După 1868 încep primele înjghebări omenești în satul Grivița, colibe, bordeie împrejmuite de garduri de mărăcini. Primii care au început viața pe aceste locuri au fost Gheorghe Șerban, Andrei Plop, Ilie Huluparu, Milea Constantin, Petrache Ion, Dumitru Rusu, Savin Popa și alții. Pe lângă populația băștinașă au migrat în această comună câteva familii prigonite, fugite de peste munții din Transilvania. Dintre aceste familii amintim Ernuțeanu, Ghenea, Gherman, Neamțu. De asemeni au mai venit din comunele alăturate Liești, Șerbănești, Ivești cum sunt: familiile Stan, Moisi, Tudose și alții. Toți aceștia au venit ceruți de boierul Tache Anastasiu. Așa cum aflăm din bătrâni, de la moș Manlache Pleșa, boierul Tache Anastasiu, era un zbir purtându – se aspru cu țăranii de pe moșia lui. Acest bătrân va apare mai târziu spre a adeveri faptele petrecute în romanul scriitorului născut în Călmățui, la 29 iulie 1895, Victor Ion Popa, Velerim și Veler Doamne. În afară de robii proveniți din țărani băștinași Tache Anastasiu avea angajați cu săptămâna țărani veniți din alte sate. Tuturor acestora le impunea același regim aspru de viață. La sfârșitul săptămânii țăranii angajați erau închiși în bordeie pentru a nu fugi acasă, iar altora li se lega câte o roată de gât. De asemenea dacă nu se pregăteau de lucru erau aduși cu sila de către logofătul boierului care îi chinuia cumplit. 
Una din formele simple de împotrivire a țăranilor contra exploatării era fuga de pe o moșie pe alta. Așa cum aflăm din bătrâni au fost țărani ca: Tudose Călin, Neagu Constantin, care de frica logofătului Ilie Huluparu au fugit din sat. În anul 1904 acest fenomen al fugii de pe o moșie pe alta a devenit frecvent în rândul țăranilor, astfel că o parte dintre ei au plecat să muncească pe moșia lui Negru Funtedin Mărășești. Scânteia răscoalei din 1907 a pătruns și în satele Grivița și Călmățui. Balș – Cociaș arendașul boierului Tache Anastasiu care deținea moșiile de la punctul Negrea și apusul satului a căutat să – și asigure apărarea, dar toate măsurile luate de el au fost zadarnice, deoarece răscoala țăranilor a luat amploare și a crescut în intensitate. Arendașul a fost nevoit să fugă, urmărit de țărani cu focuri de armă până în gara Ivești unde a fost ajutat de șeful gării Alexandrescu. Țăranii rămași la conac au scos arhiva afară și i – au dat foc. În urma acestor fapte țăranii au fost pedepsiți crunt. O parte dintre ei au fost închiși în beciul lui Balș și în beciurile Iveștiului și ale Tecuciului. Alții au fost pedepsiți prin bătaie primind câte 21 de vâne de bou pe spinare, mulți pierzându – și viața. Dintre țăranii participanți la răscoala din 1907 putem aminti pe: Enache Creangă, Neculai Bucur, Gheorghe Cloreț, Andone Vînav, Ion Coman, Dumitrache Caraiman, Ion Radu, Simion Borșan etc.. 
După primul război mondial are loc împroprietărirea țăranilor (reforma agrară din anul 1921) prin despăgubire, însă puterea de cumpărare a țăranilor fiind mică, de această împroprietărire au profitat oamenii înstăriți ai satului. În anul 1945 are loc o altă reformă agrară, astfel în satul Grivița s – a format o comisie de împroprietărire care a împărțit țăranilor săraci pământul de la moșierii fugiți. S – a dat pământ cu titlul de proprietate, fără despăgubire, țăranilor săraci, orfanilor, văduvelor de război și celor care au luptat în al doilea război mondial împotriva fasciștilor. În felul acesta s –au împărțit peste 352 de hectare. În fruntea acțiunilor de împroprietărire au stat oamenii din sat ca: Enuță Vînan, Ilie Ocheană, Constandache Ion, Neculai Stan etc.. La 27 februarie 1950 a luat ființă în Grivița o ,,Gospodărie Agricolă Colectivă“ cu un număr de 46 de familii și o suprafață de 91 de hectare. De asemenea s-au făcut donații către stat: o suprafață de 46 de hectare și un inventar viu constând în doi cai, doi boi, patru căruțe, opt pluguri și trei prășitori. În anul 1858 existau 125 de familii de colectiviști. În această perioadă ,,Gospodăria Agricolă“ și – a cumpărat o mașină și a făcut un iaz de pește pe o suprafață de 9 hectare. În anul 1960 ,,Gospodărie Agricolă Colectivă“ număra 505 familii cu o suprafață de 1204 hectare. 

## Așezare geografică
Comuna Grivița este situată în partea central vestică a județului, pe malurile râului Călmățui, în Câmpia Covurlui. Este străbătută de șoseaua județeană DJ254, care o leagă spre est de Costache Negri și spre vest de Ivești (unde se termină în DN25).
Comuna Grivita este situata in partea de sud-vest a judetului Galati,la o distanta de 50 km,iar teritoriul administrativ al comunei are urmatoarele vecinatati:
- la nord-comuna Cudalbi
- la est-comunele C.Negri si Pechea
- la sud-comuna Liesti
- la vest-comuna Ivesti

Comuna Grivita se intinde se intinde de-a lungul drumului judetean DJ254 si DJ254B (Galati-Tecuci),intersectia acestor doua artere fiind pe teritoriul comunei in satul Grivita.
Comuna Grivita are in componenta 2 sate si anume:Grivita-sat resedinta de comuna, Calmatui-sat component.
Comuna Grivița se întinde pe o suprafața de 3945 ha din care 480 ha sunt ale satului Călmățui.

### Clima
Zona comunei Grivița se încadrează în ținutul cu climă de câmpie, climă continentală. Verile sunt foarte calde și uscate iar iernile gerose, marcate cu viscole puternice dar și de întreruperi frecvente provocate de pătrunderile de aer cald și umed din S și S-V, care determină intervale mai lungi sau mai scurte de încălzire și topire a stratului de zăpadă. Mediile anuale ale temperaturii aerului sunt de 19”C. Mediile lunii celei mai calde, iulie, sunt de +29”C, mediile lunii celei mai reci, ianuarie, sunt de -3,2”C iar numărul mediu anual al zilelor de îngheț este de 102-105.
Trecerea de la sezonul cald la cel rece și invers se face destul de brusc, precipitațiile atmosferice însumând cantități variabile și cad la intervale mari și neregulate. Apa este potabilă, cu exceptia văii satului unde este calcaroasă. 

### Forme de relief
Pentru localitatea Grivița, zona de trecere de la luncă la Câmpia înaltă, cu cote cupinse între 53-60m și lățime de 150m, este acoperită cu construcții. Zona Campiei înalte, care acoperă cea  mai mare parte a localității Grivița este situată între cotele 60-78, cu valori ale pantelor de 7-10%, pe această porțiune nu s-au observat fenomene fizico-geologice, precum ravene și alunecări de teren. Zona Câmpiei înalte este în general acoperită de construcții iar pe suprafața neconstruită se întâlnesc culturi de viță de vie. 
Zona de luncă are o lățime de 50-100m și este folosită de regulă ca pășune, având pe alocuri suprafețe cu exces de umiditate și vegetație caracteristică, această zonă este situată în sudul localității Grivița , de-a lungul pârâului Călmățui. Zona de câmpie înaltă ocupă cea mai mare parte a localității Călmățui, cu cote cuprinse intre 50-60m, cu pante naturale de 3-5%, aici se găsesc construcții.

## Căi de comunicație.
Situată în partea centrală a județului Galați, comuna Grivița este accesibilă numai pe calea rutieră care asigură legătura Galați- C.Negri- Grivița- Călmățui- Ivești. Comuna este amplasată la 50km de Galați, legătura cu celelalte localități realizându-se pe DJ.254, spre Galați și Tecuci. 
Localitatea Grivița dispune de un sistem de alimentare cu apă pentru toată comuna, există puțuri forate, o stație de pompare și rezervoare din care se face alimentarea comunei cu apă. 
Rețeaua hidragrafică a comunei face parte din bazinul Siret si este alcatuita din urmatoarele ape de suprafata:paraul Calmatui (25km),Paraul Heratau (12km).Paraul Calmatui strabate de la nord la sud localitatile comunei,iar pParaul Heratau se afla in partea de vest,la limita teritoriului intravilan a localitatii Calmatui. 
Paraul Calmatui este regularizat pe tot traseul care strabate cele doua localitati,avand sectiunea unui canal deschis taluzat realizat din dale de beton si prevazut cu podete transversale de trecere pentru a  asigura accesul la locuintele din lungul canalului.Nivelul hidrostatic al panzei de apa freatica se gaseste cantonat in nisipuri si pietrisuri,el fiind interceptat de foraje la adancimea de 5-18m,in localitatea Grivita si circa 4-16m in satul Calmatui. 

## Flora și Fauna
Vegetația aparține în cea mai mare parte pajiștilor stepice, cu graminee și diverse ierburi xerofite, determinate de condițiile de climă precum și de substratul litologic alcătuit din loess. În Câmpia Covurluiului se întâlnește și vegetație lemnoasă de silvostepă în care predomină 2 specii, ca stejarul brumăriu și stejarul pufos.
Lumea animală este dominată de prezența rozătoarelor care își fac adăposturi și cămări subterane. Cele mai frecvente sunt: popândăul, hârciogul, orbetele sau cățelul pământului, precum și numeroase specii de șoareci și iepuri. Dintre păsări, cele mai frecvente sunt: prepelițele, potârnichea, ciocârlia și altele.

## Monumentele istorice

### Conacul Tache Anastasiu de la Călmățui
Întreaga moșie a Călmățuiului, împreună cu alte 32 de sate au aparținut până în anul 1849 marelui boier și cărturar al vremii Costache Conachi care la moartea sa îi lasă întreaga avere fiicei sale Cocuța Conachi, care la rândul ei îi va lăsa fiului  Emanoil Conachi-Vogoride moșia Călmățuiului și a Țigăneștilor. În anul 1881, fiul Cocuței, a vândut conacul și moșia de la Călmățuii lui Take Anastasiu. Din datele deținute de experții culturali și istoricii gălățeni, nu se știe dacă pe această moșie exista acest conac sau a fost construit de Take Anastasiu ulterior.
Conacul de la Călmățui se încadrează în stilul construcțiilor cu arhitectură vernaculară specifică spațiului și timpului, folosind materiale modern cum ar fi marmura și stucul. Intarea în incinta reședinței este flancată de stâlpi masivi care creează impresia unor turnuri din antichitate însă clădirea conacului cu prispele și coloanele ei cu fus cilindric neted, sprijinite pe postamente paralelipipedice par a fi desprinse din stilul doric al construcțiilor din insulele grecești (anexa4), locul de unde se trage și proprietarul.  

### Biserica “Sf Gheorghe” din Călmățui
Astăzi se numește biserica “Sf Dumitru”, hramul vechi fiind “Sf Gheorghe”. Construcția bisericii începe în anul 1863 și este finalizată în 1865, fiind clădită din piatră. Aceasta este ctitorită de boierii locali Alexe Anastasiu și nepotul acestuia Take Anastasiu, ale căror oseminte se găsesc în cavoul de lângă biserică. 
Biserica "Sf. Dumitru” din Călmățui este construită din piatră, având formă de cruce și cu două turle octogonale(anexa6). Interiorul lăcașului de cult este compartimentat în patru încăperi: pridvor, pronaos, naos și altar. În biserică se intră printr-o tindă joasă, de dimensiuni reduse. Naosul este despărțit de altar printr-o catapeteasmă din lemn sculptat.
Pereții interiori ai bisericii au fost pictați înainte de 1880 de un zugrav necunoscut. Pe bolta naosului este reprezentat Iisus Pantocrator, iar în cele patru colțuri sunt reprezentați cei patru evangheliști. Pe bolta altarului sunt pictate Încoronarea Maicii Domnului și Sf. Treime.
Potrivit istoricului Nicolae Stoicescu însă această biserică "Sf. Gheorghe" din Călmățui ar fi fost construită înaintea anului 1809, ea apărând pe o catagrafie din acel an.  Ea ar fi fost refăcută de căminarul Alexe Anastasiu (1801-1868), proprietar al moșiei Brehoaia, în perioada 1862-1865.
Biserica "Sf. Dumitru” din Călmățui a fost inclusă pe Lista monumentelor istorice din anul 2015 din județul Galați la numărul 182, având codul de clasificare GL-II-m-B-03077.

Clădirea în care funcționează școala primară din satul Călmățui a fost donată prin testament Academiei Române de către moșierul Tache Anastasiu în acest scop. Există și o biserică în acest sat, cu hramul Sf. Dumitru. De asemenea, în comuna Grivița se află o altă biserică cu hramul Sf. Arhangheli Mihail și Gavril, care se află în renovare.

## Demografie
Componența etnică a comunei Grivița
     Români (90,71%)
     Romi (3,34%)
     Alte etnii (0%)
     Necunoscută (5,95%)
Componența confesională a comunei Grivița
     Ortodocși (87,7%)
     Adventiști (5,31%)
     Alte religii (0,88%)
     Necunoscută (6,1%)
Conform recensământului efectuat în 2021, populația comunei Grivița se ridică la 3.293 de locuitori, în creștere față de recensământul anterior din 2011, când fuseseră înregistrați 2.977 de locuitori. Majoritatea locuitorilor sunt români (90,71%), cu o minoritate de romi (3,34%), iar pentru 5,95% nu se cunoaște apartenența etnică. Din punct de vedere confesional, majoritatea locuitorilor sunt ortodocși (87,7%), cu o minoritate de adventiști (5,31%), iar pentru 6,1% nu se cunoaște apartenența confesională.

## Politică și administrație
Comuna Grivița este administrată de un primar și un consiliu local compus din 13 consilieri. Primarul, Niță Chebac[*], de la Partidul Social Democrat, este în funcție din 2004. Începând cu alegerile locale din 2024, consiliul local are următoarea componență pe partide politice:
|  | Partid                    | Consilieri | Componența Consiliului | Componența Consiliului | Componența Consiliului | Componența Consiliului | Componența Consiliului | Componența Consiliului | Componența Consiliului |
|  | ------------------------- | ---------- | ---------------------- | ---------------------- | ---------------------- | ---------------------- | ---------------------- | ---------------------- | ---------------------- |
|  | Partidul Social Democrat  | 7          |                        |                        |                        |                        |                        |                        |                        |
|  | Partidul Național Liberal | 5          |                        |                        |                        |                        |                        |                        |                        |
|  | Gheorghe Nicu             | 1          |                        |                        |                        |                        |                        |                        |                        |

## Personalități
- Victor Ion Popa s-a născut la data de 29 iulie 1895 în Călmățui, comuna Grivița, județul Tutova; este cunoscut ca autor al piesei Take, Ianke și Cadâr (pusă în scenă în 1932 și editată în 1938)
- Lupascu Gheorghe-doctor universitar in domeniul medicinei; fiind un discipol al prof.dr.Vasile Dobrovici.
- Trandafir Constantin, profesor de limba și literatura română, scriitor;[necesită citare]
- Învățătorul-pictor Dumitru Căpraru., născut la 6 noiembrie 1918 în Bucești, o comună învecinată Griviței [14]
- Ing. Emil Petrache, născut la 11 aprilie 1935 în localitatea Ivești, județul Galați